# Gigabyte GSmart G1342
Gigabyte GSmart G1342 (кодовое название Houston) — смартфон на базе операционной системы Android, разработанный компанией Gigabyte Communications. Представлен в июне 2012 года на выставке Computex в Тайбэе в числе 4 новых двухсимочных смартфонов Gigabyte на ОС Android 4.0. Компания позиционирует его как бюджетное устройство.
Для управления используются сенсорный экран с поддержкой функции мультитач, четыре сенсорных кнопки под ним, камеры и спаренная клавиша регулировки громкости, клавиша включения/выключения/блокировки телефона на верхней части корпуса.

## Технические характеристики
- Экран:	3.5", 36 см², 320x480, 165 ppi, сенсорный, ёмкостный, мультитач
- ОС:	Android 4.0 Ice Cream Sandwich
- Чипсет:	Qualcomm MSM7225A, 1 ядро, 1 ГГц
- Память:	RAM 512 МБ, ROM 1 ГБ, Micro-SD до 32 ГБ
- Аккумулятор:	Li-Ion, 1500 мА·ч
- Масса:	120 г
- Размеры:	121 x 62,5 × 12.5 мм
- Фото:	тыловая камера 5 МП, вспышка, автофокус
- Sim-карты:	2, Mini-SIM
- Сети:	UMTS, GSM Bands 2 (1900), 3 (1800), 5 (850), 8 (900)
- Интернет:	HSDPA, HSUPA, EDGE
- Wi-Fi:	b/g/n
- Bluetooth:	v3.0, A2DP
- Навигация:	GPS
- USB:	Micro v2.0